# Ever Carradine
Ever Dawn Carradine (* 6. srpen 1974, Los Angeles, USA) je americká herečka.

## Počátky
Rodačka z Los Angeles pochází z velké herecké rodiny. Otec Robert a strýc Keiht jsou herci, stejně jako byli i dědeček John a strýc David, kteří již nežijí. Sestřenice Martha Plimpton je taktéž herečkou. Matka Susan je chovatelkou koní.
V mládí hrála volejbal a lyžovala, později šla ve šlépějích své rodiny a věnovala se herectví.

## Kariéra
Od začátku je obsazována především do televizních seriálů, ke kterým patří Správná pětka, Veroničiny svůdnosti, Once and Again, První prezidentka nebo Dr. House.
Hrála také v několika filmech. Objevila se ve filmu Ztracený a nalezený, kde hlavní role ztvárnili David Spade a Sophie Marceau. Hrála také ve filmu Jay a Mlčenlivej Bob vrací úder, dále také ve filmu Zamilovaná do vraha se Sarah Jessicou Parker a ve filmu Šílený rande s Ashtonem Kutcherem.

## Filmografie
- 1996 – Foxfire, Diagnóza vražda (TV seriál)
- 1997 – Útěk domů (TV film), Tracey Takes On (TV seriál), Ochránce (TV seriál), Alright Already (TV seriál), Veroničiny svůdnosti (TV seriál)
- 1998 – Správná pětka (TV seriál), Conrad Bloom (TV seriál)
- 1999 – Chicks (TV seriál), Ztracený a nalezený, Once and again (TV seriál)
- 2000 – Ropewalk, Třeba mě sežer (TV seriál), Nikki (TV seriál), Will & Grace (TV seriál)
- 2001 – 3rd Rock from the Sun (TV seriál), Jay a mlčenlivý Bob vrací úder, Bubliňák
- 2002 – Robbing ´Hef, Couples (TV film), Zamilovaná do vraha
- 2003 – Lucky (TV seriál), Šílený rande
- 2004 – Line of fire (TV seriál), Kriminálka Las Vegas (TV seriál), Mrtví k snídani, Dr. House (TV seriál)
- 2005 – Lucky 13, Constellation, Chirurgové (TV seriál), První prezidentka (TV seriál)
- 2006 – Muži na stromech (TV seriál)
- 2007 – Ukradené diamanty (TV film), Zákon a pořádek: Zločinné úmysly (TV seriál), Profesionálky (TV seriál)
- 2008 – The Madness of Jane (TV film), Heuréka – město divů (TV seriál)
- 2009 – See Kate Run (TV film), 24 hodin (TV seriál), Lovci duchů (TV seriál), Private Practice (TV seriál)